# 伊格纳西奥·卡尔德龙
伊格纳西奥·卡尔德龙（西班牙語：Ignacio Calderón，1943年12月13日—），墨西哥男子足球运动员，司职守门员。他曾代表墨西哥国家队参加1966年和1970年国际足联世界杯。他也曾出战1964年夏季奥林匹克运动会。